# Kulcsár Tibor (költő)
Kulcsár Tibor (Hardicsa, 1938. december 13. – Pozsony, 1993. június 11.) tanár, költő, műfordító.

## Élete
Ifjúkorát Perbenyikben töltötte. 1956-ban Királyhelmecen érettségizett, majd 1960-ban a pozsonyi Pedagógiai Főiskolán magyar-szlovák szakon diplomázott. 1960–1983 között előbb rendes, majd óraadó tanár a Pozsonyi Magyar Gimnáziumban. 1970–1991 között az Ifjú Szivek Magyar Dal- és Táncegyüttes igazgatója.
Tankönyveket, módszertani segédkönyveket is írt, kisszínpadi összeállításai jelentek meg. Cseh és szlovák költőket fordított magyar nyelvre. Az 1960–1970-es években hosszú ideig irányította a pozsonyi gimnázium Forrás Kisszínpadát.

## Emlékezete
- 2006-tól országos vers- és prózamondó verseny viseli a nevét
- Kulcsár Tibor-díjjal jutalmazzák a vers- és prózamondó mozgalom kiemelkedő szereplőit
- 2009-ben Perbenyikben avatták fel emléktábláját

## Művei
- 1965 Pogány imádság
- 1986 Arcképünk tükörben
- 1994 Fábry Zoltán pályakezdése
- Arc tükörben. Válogatott versek; Madách-Posonium, Pozsony, 2002